# White Horse
«White Horse» —en español: «Caballo blanco»— es el título de una canción escrita por la cantante estadounidense de música country Taylor Swift y coescrita por Liz Rose. Es el cuarto sencillo oficial lanzado de su álbum Fearless y el séptimo sencillo oficial lanzado de su carrera. Esta canción aparece en la quinta temporada del estreno de Grey's Anatomy, «Dream a Little Dream of Me». «White Horse» se convirtió en el primer vídeo en debutar en el número 1 en CMT, en Top Twenty Countdown. La canción ganó dos premios Grammy por Mejor Canción Country y Mejor Interpretación Country Femenina.

## Composición
La canción es una balada con piano. Está escrita en la tonalidad Do mayor y en 4/4. Su narradora cuenta sobre ser rechazada en una relación. Usa un cuento de hadas para describir esto, especialmente la metáfora de su exnovio siendo un príncipe en un caballo blanco, y diciendo "No soy una princesa, esto no es un cuento de hadas" después de darse cuenta de que la relación no era lo que ella esperaba. "En la canción 'White Horse', pones todo lo que tienes en el amor y obtienes un corazón roto," dijo Swift a The Boot. "Muchas personas han sido capaces de relatar éstas canciones; los que escribí cuando realmente estaba pasando algo terrible."
Swift también dijo, "Para mí, 'White Horse' es sobre cuál, en mi opinión, es la parte más rompe-corazones de una ruptura - ése momento en que te das cuenta que todos los sueños que tenías, todas las visiones que tenías de estar con ésta persona, desaparece. Todo después de ese momento continúa... Pero ese momento inicial de "Wow, se terminó" es lo que escribí sobre '"White Horse".

## Historia
Según la revista Country Weekly, Swift dijo que escribió la canción en cuestión de semanas de escribir "Love Story". Swift dijo que el chico de la canción anterior "le recordaba muchos cuentos de hadas y los príncipes azules." Después que escribió la parte del primer verso, hizo una llamada a su amiga, la coescritora Liz Rose, para ayudarla a escribir la canción. Swift y Rose terminaron "White Horse" dentro de unos 45 minutos.
De igual forma, se rumorea que Swift, inspirada en las historias de Manuelita Sáenz y Simón Bolívar tras sus viajes por Venezuela, decide escribir la canción desde la perspectiva de la ecuatoriana.

## Recepción
La canción ha recibido críticas favorables de los críticos musicales. La crítica Deborah Evans Price de Billboard dijo "El segundo sencillo del CD más vendido de Taylor Swift es una balada hermosa y discreta que muestra su habilidad con letras y que brilla en su firma." Karlie Justus de The 9513 le dio "pulgares arriba", llamánola "un gran salto para la reina de OMGeneration. Es una refutación directa de su sencillo anterior con el final feliz, con referencias de escalinatas, princesas, y romances de cuentos de hadas... Aunque Swift se ha ocupado de temas de rechazo y pérdidas anteriormente, los resultados nunca han sido tan maduros o realistas como éste." Country Universe le dio a la canción una A- del crítico Kevin J. Coyne, este dijo: "Swift efectivamente usa una imagen estándar del príncipe en un caballo blanco, y hay algo sobre el cuento de hadas que no se vuelve realidad que lo hace sentir un poco más country y mucho más revelante que 'Love Story'. Vale la pena señalar que esto es lo mejor que ha sonado de Swift en grabación hasta el momento, y la voz sobria le sirve bien."
La canción ganó dos Premios Grammy por Mejor Canción Country y Mejor Interpretación Country Femenina.

## Vídeo musical
Este es su último vídeo a la fecha dirigido por Trey Fanjoy. Mientras el vídeo comienza, Swift está contra una pared y llora. En un flashback, su novio (representado por el actor Stephen Colletti, de Laguna Beach y One Tree Hill) la llama, tratando de hacer las paces y rogando por una segunda oportunidad, pero ella no responde. El vídeo luego presenta una pareja en una relación de adolescentes felices.
Más tarde, Swift le dice a una amiga (representada por la actriz Teah Spears) que él es la mejor cosa que le ha pasado. Su amiga no comparte el mismo entusiasmo, explicando que "hay algo que debes saber de él." La explicación es que el joven ha estado en otra relación durante años, y que cree que sigue con su antigua novia. Swift se dirige hacia la casa de su novio. Allí ve a la novia de él, y Swift se va, horrorizada mientras él trata de disculparse. Al final, el chico le pide otra oportunidad (como al principio). Después de numerosos flashbacks de ambos cuando todo estaba bien, Swift admite que todavía lo ama, pero se niega a darle otra oportunidad, y cuelga. Deja el móvil y se echa a llorar de nuevo.

## Posiciones
"White Horse" se convirtió en el tercer sencillo de Swift en perder el primer puesto, y eventualmente llegó dentro del Top 3 (los otros fueron "Teardrops on My Guitar" que llegó al número dos y "Picture to Burn" que llegó al número tres), llegó al número dos en Hot Country Songs en la semana del 11 de abril de 2009, y llegó al número 13 en Billboard Hot 100, convirtiéndose en el segundo éxito en Top 20 de su segundo álbum y quinto Top 20 en general. El sencillo fue certificado Platino por RIAA por ventas de 1 millón de copias.
| Lista (2008–2009)                | Posición |
| -------------------------------- | -------- |
| U.S. Billboard Hot Country Songs | 2        |
| U.S. Billboard Hot 100           | 13       |
| U.S. Billboard Pop 100           | 23       |
| Canadian Hot 100                 | 43       |
| Australian ARIA Singles          | 41       |
| UK Singles                       | 60       |